# Compsosoma phaleratum
Compsosoma phaleratum là một loài bọ cánh cứng trong họ Cerambycidae.